# جان سیلت
جان سیلت (انگلیسی: John Sillett؛ زادهٔ ۲۰ ژوئیهٔ ۱۹۳۶) یک بازیکن فوتبال و مربی اهل انگلستان است.
وی سابقه بازی در تیم‌های باشگاه فوتبال چلسی، باشگاه فوتبال کاونتری سیتی و باشگاه فوتبال پلیموث آرگیل را دارد.